# Rocco Chinnici
Rocco Chinnici (Misilmeri, 19 gennaio 1925 – Palermo, 29 luglio 1983) è stato un magistrato italiano, vittima di Cosa Nostra nella strage di via Pipitone assieme ai due agenti della sua scorta.
Il suo nome è legato all'idea dell'istituzione del "pool antimafia", che diede una svolta decisiva nella lotta contro Cosa nostra, ambito in cui viene considerato una delle personalità più importanti, insieme con i colleghi e amici Antonino Caponnetto, Giovanni Falcone e Paolo Borsellino. 
A lui sono riconducibili anche le prime indagini bancarie e l'idea di una magistratura specializzata nelle istruttorie dei processi di mafia.

## Biografia

### La formazione e l'ingresso in magistratura
Fu alunno del Liceo classico Umberto I di Palermo. Dopo i bombardamenti alleati che sconvolsero Palermo, ultimò gli studi liceali percorrendo a piedi quotidianamente il tratto di strada che separava Misilmeri, dove viveva, da Palermo, perché la ferrovia era ormai inutilizzabile. Conseguì la maturità nel 1943. Si iscrisse poi alla Facoltà di Giurisprudenza dell'ateneo della stessa città e si laureò il 20 luglio 1947. Durante gli studi, per alleviare l'impegno economico sostenuto dalla famiglia, aveva lavorato all'ufficio del registro di Misilmeri. Qui conobbe anche Agata Passalacqua, giovane docente di scuola media che sarebbe poi divenuta sua moglie.
Entrò nella magistratura italiana nel 1952, avendo come prima destinazione il tribunale di Trapani come uditore giudiziario. In seguito fu pretore a Partanna, dal 1954 al 1966, anno in cui pervenne a Palermo, dove il 9 aprile prese servizio presso l'Ufficio Istruzione del Tribunale, nel ruolo di giudice istruttore.
Nel 1970 gli fu assegnato il caso della cosiddetta "strage di viale Lazio", in cui figuravano molti nomi di criminali di mafia destinati a successiva maggior notorietà. Nel 1975, giunto al grado di magistrato di Corte d'Appello, fu nominato Consigliere Istruttore Aggiunto. Divenne magistrato di Cassazione e Consigliere Istruttore dopo altri quattro anni e come tale, in quel 1979 in cui fu ucciso Cesare Terranova, fu chiamato alla carica di dirigente dell'Ufficio in cui già lavorava sull'onda dell'emozione per quel delitto "eccellente".

### La lotta a Cosa nostra e ilpool antimafia
Altri omicidi seguirono non molto tempo dopo, nel 1980, quando Cosa nostra uccise il capitano dell'Arma dei Carabinieri Emanuele Basile (4 maggio) e il procuratore Gaetano Costa (6 agosto), amico di Chinnici, con cui aveva condiviso indagini sulla mafia, i cui esiti i due giudici si scambiavano in tutta riservatezza dentro un ascensore di servizio del palazzo di Giustizia. Dopo questo omicidio Chinnici ebbe l'idea di istituire una struttura collaborativa fra i magistrati dell'Ufficio (poi nota come pool antimafia), conscio che l'isolamento dei servitori dello Stato li espone all'annientamento e li rende vulnerabili, in particolare poiché un giudice o poliziotto che indaga da solo e venne ucciso, si seppellisce con loro anche il portato delle sue indagini.
Entrarono a far parte della sua squadra alcuni giovani magistrati fra i quali Giovanni Falcone e Paolo Borsellino. Con quest'ultimo condivideva il giorno di nascita, il 19 gennaio. Altro avrebbe legato le tre figure qualche anno dopo. Disse Chinnici in un'intervista:
 Tra le indagini più delicate di quel periodo, vi fu la cosiddetta "inchiesta Spatola", che riguardava una pericolosa banda di trafficanti internazionali di eroina ed era scaturita dai mandati di cattura che costarono la vita al procuratore Costa: Chinnici non esitò ad affidare l'indagine a Falcone, il quale avviò rivoluzionarie verifiche bancarie sui movimenti di denaro sporco e sulle misteriose relazioni dei trafficanti con il bancarottiere Michele Sindona. Chinnici coordinò anche le scottanti inchieste sui "delitti politici" del segretario provinciale della DC Michele Reina, del Presidente della Regione Siciliana Piersanti Mattarella, del segretario regionale del PCI Pio La Torre e del Prefetto di Palermo Carlo Alberto dalla Chiesa.
Nel luglio 1982, sulla scrivania di Chinnici arrivò il cosiddetto "Rapporto dei 162" (Greco Michele + 161), redatto congiuntamente da Polizia e Carabinieri che metteva in luce, per la prima volta, gli schieramenti mafiosi coinvolti nella seconda guerra di mafia allora in corso, sia i gruppi "perdenti" (la fazione Bontate-Inzerillo-Badalamenti) sia quelli "vincenti" (i Corleonesi di Totò Riina), e i relativi omicidi con scrupolose verifiche e riscontri, ottenuti anche servendosi di preziosi "confidenti": Chinnici decise di affidare l'istruttoria riguardante le indagini basate sul Rapporto sempre a Giovanni Falcone e il risultato di tale imponente lavoro sarà il primo grande processo a Cosa nostra, il cosiddetto maxi processo di Palermo. Il 17 agosto, poco più di un mese dopo il deposito del rapporto, l'Ufficio istruzione emise un mandato di cattura per 87 persone - appartenenti sia all'ala moderata sia a quella emergente (fra cui i latitanti Giuseppe, Salvatore e Michele Greco, Salvatore Riina, Bernardo Provenzano e Salvatore Montalto) - per associazione per delinquere finalizzata al traffico di droga, per fatti commessi fino al 12 luglio di quell'anno. Nel 1983 Chinnici emise un altro mandato di cattura per gli stessi indagati e per gli stessi reati contestati fino al 18 gennaio di quell'anno. Il 31 maggio Chinnici emise un terzo mandato per 125 persone per associazione per delinquere finalizzata allo spaccio di droga contestata fino al 5 maggio. Sempre nell'ambito della stessa inchiesta, Chinnici coordinò un'operazione conclusasi con un quarto mandato emesso da Giovanni Falcone il 9 luglio a carico di 14 indagati, tra i quali Michele Greco, Filippo Marchese, Salvatore Riina e Bernardo Provenzano; tra i reati ipotizzati il tentato omicidio di Salvatore Contorno e l'omicidio del generale Carlo Alberto dalla Chiesa, di tre carabinieri e dei boss Alfio Ferlito (la "strage della circonvallazione"), Stefano Bontate e Salvatore Inzerillo.
Sulla base delle risultanze del Rapporto dei 162, Chinnici avrebbe voluto emettere un mandato di cattura per associazione mafiosa nei confronti dei potenti imprenditori Nino e Ignazio Salvo ed espresse tale volontà ad alcuni suoi collaboratori (i funzionari di polizia Ninni Cassarà e Francesco Accordino e il capitano dei Carabinieri Angiolo Pellegrini) ma Falcone si oppose, affermando che occorrevano più prove per procedere all'arresto.

### L'attività culturale
Chinnici partecipò in qualità di relatore a molti congressi e convegni giuridici e socioculturali, e credeva nel coinvolgimento dei giovani nella lotta contro la mafia, recandosi nelle scuole per parlare agli studenti della mafia e del pericolo della droga. Questo pericolo ebbe a esplicitare poco prima di morire, in una nota intervista a I Siciliani di Pippo Fava:
In altra occasione aveva detto:
Fu anche uno studioso del fenomeno mafioso, del quale diede in più occasioni definizioni molto decise. Nella sua relazione sulla mafia tenuta nell'incontro di studio per magistrati organizzato dal Consiglio Superiore della Magistratura a Grottaferrata il 3 luglio 1978 così si era espresso:
e più oltre aggiunge:
Più tardi, nella detta intervista con I Siciliani, approfondì la definizione:
In una delle sue ultime interviste, Chinnici disse:

### L'attentato e la morte

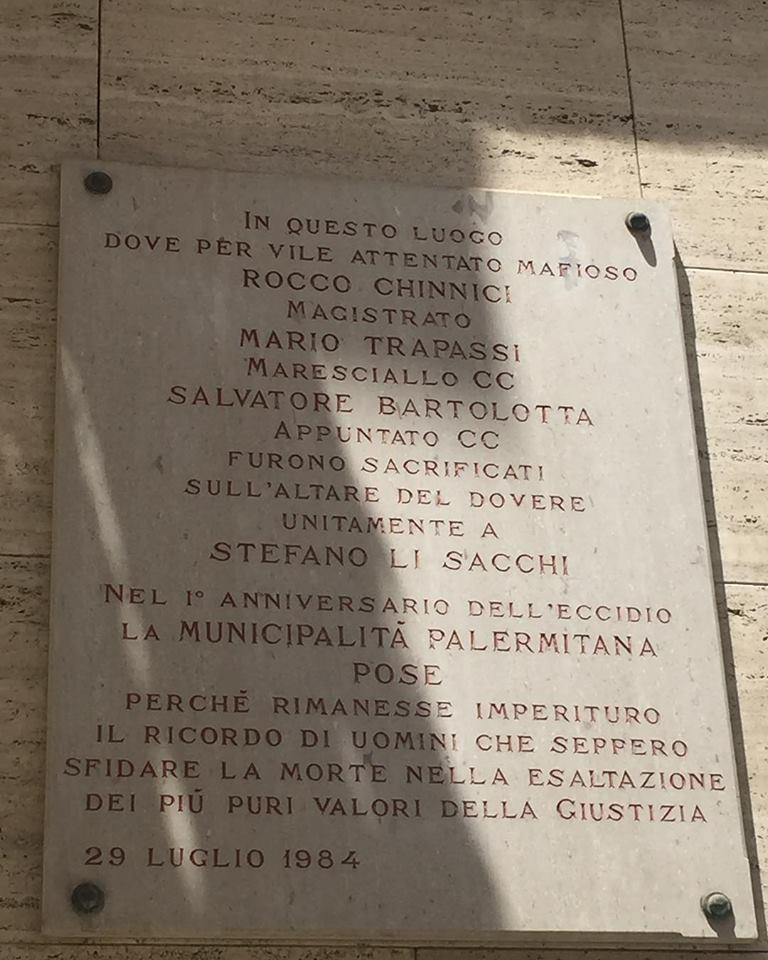
Targa in via Giuseppe Pipitone Federico 59, Palermo, nel luogo in cui fu ucciso Rocco Chinnici

Rocco Chinnici fu ucciso alle 8 del mattino del 29 luglio 1983 con una Fiat 126 verde, imbottita con 75 kg di esplosivo parcheggiata davanti alla sua abitazione in via Giuseppe Pipitone Federico a Palermo, all'età di 58 anni. Ad azionare il telecomando che provocò l'esplosione fu Antonino Madonia, boss di Resuttana, che si trovava nascosto nel cassone di un furgone rubato parcheggiato nelle vicinanze di via G. Pipitone Federico. Accanto al suo corpo giacevano altre tre vittime raggiunte in pieno dall'esplosione: il maresciallo dei Carabinieri Mario Trapassi e l'appuntato Salvatore Bartolotta, componenti della scorta del magistrato, e il portiere dello stabile di via Pipitone Federico in cui Chinnici viveva, Stefano Li Sacchi. L'unico superstite fu l'autista Giovanni Paparcuri, che riportò gravi ferite. I primi ad accorrere sul teatro della strage furono due dei figli di Chinnici, Elvira e Giovanni, rispettivamente di 24 e 19 anni, che erano in casa al momento dell'esplosione. Dopo i funerali, la salma di Chinnici venne tumulata presso il cimitero comunale di Misilmeri, suo paese natale.
Nel 2002 la Corte d'assise di Caltanissetta, dopo un complicato iter processuale durato quasi vent'anni, ha condannato all'ergastolo come mandanti dell'attentato i vertici della "Cupola" mafiosa (Salvatore Riina, Bernardo Provenzano, Raffaele Ganci, Antonino Geraci, Giuseppe Calò, Francesco Madonia, Salvatore Buscemi, Salvatore Montalto, Matteo Motisi, Giuseppe Farinella) e, come esecutori materiali, Antonino Madonia, Calogero Ganci, Stefano Ganci, Vincenzo Galatolo, Giovanni Brusca, Giuseppe Giacomo Gambino, Giovan Battista Ferrante, Francesco Paolo Anzelmo.

#### La scoperta del "diario" di Chinnici
Dopo la strage di via Pipitone Federico, i familiari del giudice Chinnici trovarono tra le sue carte un'agenda su cui erano annotati una serie di pensieri, appunti e considerazioni in merito alle situazioni che viveva, in particolare riguardanti l'ambito della sua vita professionale: si leggevano commenti molto pesanti soprattutto sull'attività dei colleghi della Procura di Palermo (Giovanni Pizzillo, Ugo Viola, Francesco Scozzari e Vincenzo Pajno), accusati addirittura da Chinnici di complicità con ambienti mafiosi e di ostacolare le indagini del suo ufficio. La famiglia consegnò il "diario" alla Procura di Caltanissetta, che si occupava delle indagini sulla strage, che a sua volta lo trasmise al Consiglio Superiore della Magistratura, la quale aprì un procedimento nei confronti dei magistrati citati. Falcone, convocato in audizione davanti al CSM, affermò:
La pubblicazione di ampi stralci del "diario" sulla stampa causò numerose polemiche, con conseguente imbarazzo e preoccupazione nelle Istituzioni e negli uffici giudiziari coinvolti. Infine nel settembre 1983 il CSM chiuse il caso, disponendo il trasferimento d'ufficio nei confronti del solo Scozzari, che invece preferì dimettersi spontaneamente dalla magistratura.

## Commemorazioni
(Paolo Borsellino)
In suo onore nel 1985 è stato istituito il "Premio Rocco Chinnici". Tra i vincitori: Valentino Picone, Michele Guardì, Giuseppe Tornatore, Fortunato Di Noto, Marco Travaglio, Giorgio Bongiovanni, Marco Benanti, Roberto Scarpinato, Guido Lo Forte, Pif, Leonardo Guarnotta, Carlo Palermo, Luigi Savina, Enrico Bellavia, Luigi Rizzi, Federico Cafiero De Raho, Antonio Tajani, Sergio Castellitto, Federica Angeli, Paolo Borrometi, Luca Barbareschi, e tanti altri. Tra i premiati nelle sezioni scuole, anche i ragazzi di Addiopizzo di Palermo. Rocco Chinnici è ricordato ogni anno il 21 marzo nella Giornata della Memoria e dell'Impegno di Libera, la rete di associazioni contro le mafie, che in questa data legge il lungo elenco dei nomi delle vittime di mafia e fenomeni mafiosi.
Nel 2014 la figlia Caterina, anche lei magistrato, ha pubblicato un libro di ricordi dal titolo È così lieve il tuo bacio sulla fronte. Attualmente è europarlamentare di Forza Italia.
È uno dei personaggi del film La mafia uccide solo d'estate, della miniserie TV Il capo dei capi, della miniserie TV Paolo Borsellino e del film Felicia Impastato.
Il 6 marzo 2014 in occasione della terza Giornata europea dei Giusti gli è stato dedicato un albero nel Giardino dei Giusti di tutto il mondo di Milano.
Il 23 gennaio 2018 va in onda su Rai 1 il film TV Rocco Chinnici - È così lieve il tuo bacio sulla fronte, diretto da Michele Soavi, in cui il magistrato è interpretato da Sergio Castellitto.
Nel 2023 è stato pubblicato il libro "Trecento giorni di sole - La vita di mio padre Rocco, un giudice scomodo" (Ed. Mondadori - Coll. Ingrandimenti) scritto dal figlio avvocato Giovanni Chinnici.

## Onorificenze
Dal 2015 è onorato come Giusto al Giardino dei Giusti di tutto il mondo di Milano.